# الیوت اندرسون (بازیکن فوتبال)
الیوت اندرسون (انگلیسی: Elliot Anderson؛ زادهٔ ۶ نوامبر ۲۰۰۲) بازیکن فوتبال است.
وی همچنین در تیم‌های ملی فوتبال Scotland national under-16 football team, Scotland national under-17 football team, Scotland national under-18 football team، زیر ۱۹ سال انگلستان، و زیر ۲۱ سال اسکاتلند بازی کرده‌است.